# Koulak
Ne doit pas être confondu avec Goulag.
Pour les articles homonymes, voir Koulak (homonymie).

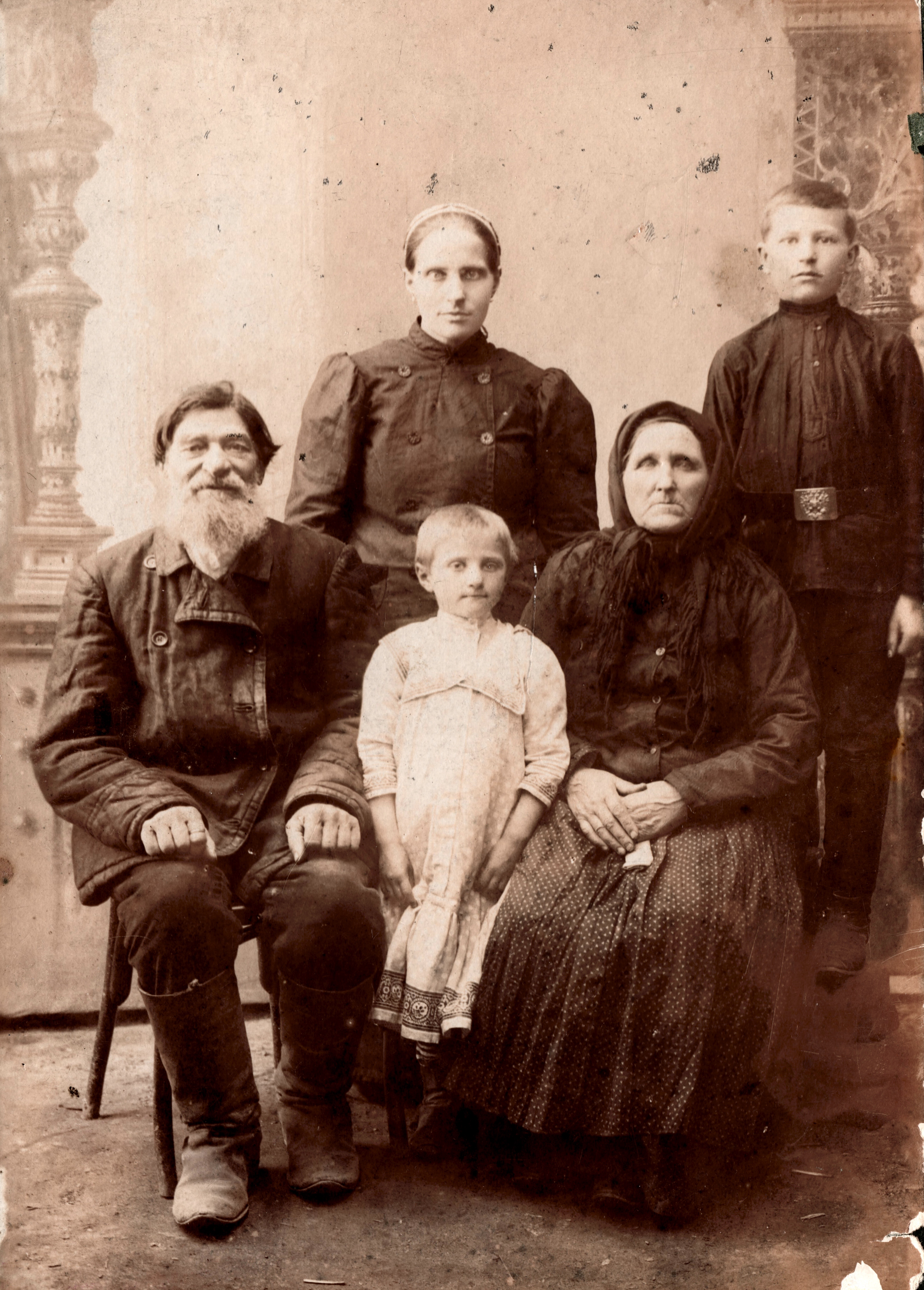
Une famille de Koulak posant à Novgorod Severskiy vers 1900.

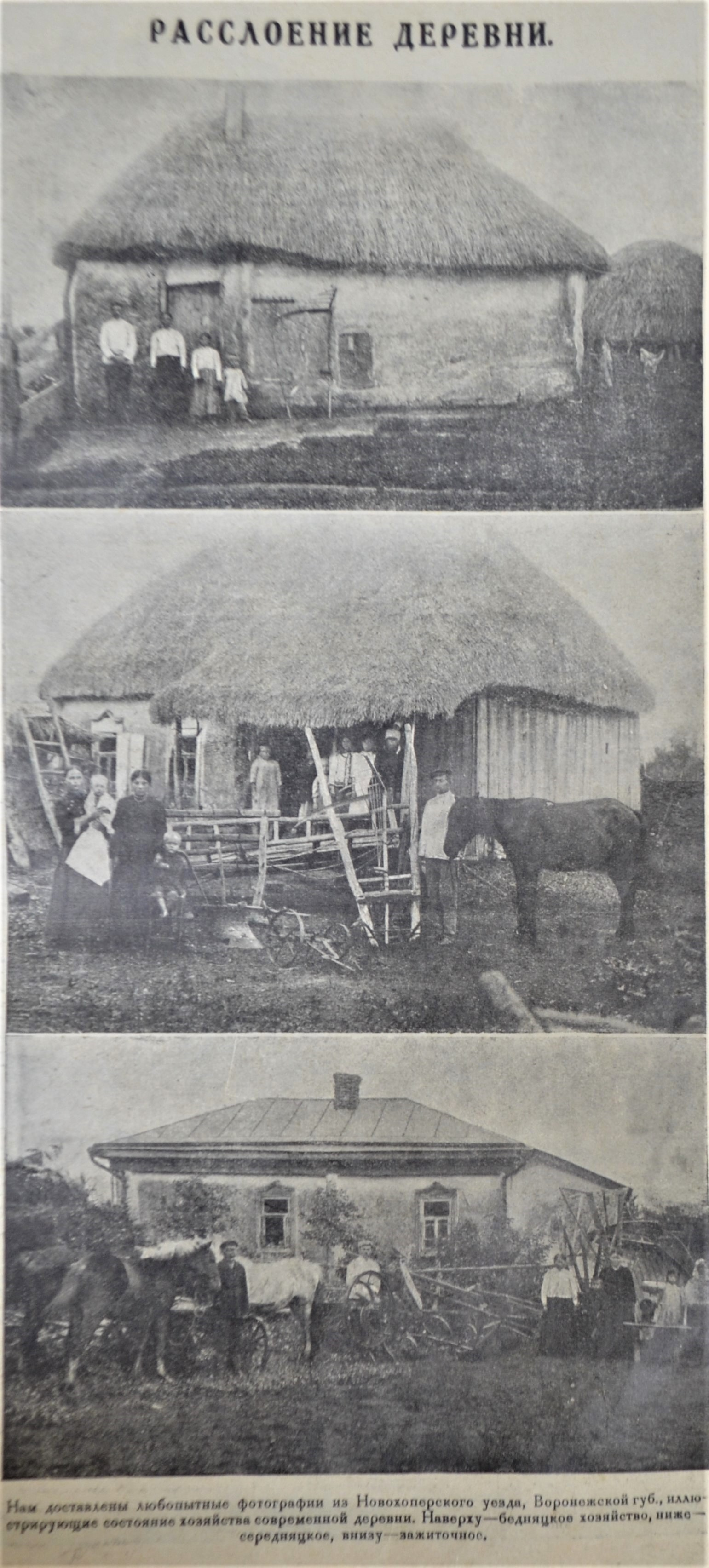
Illustration des catégories de paysans soviétiques : les bednyaks, ou paysans pauvres ; les serednyaks, ou paysans à revenus moyens ; et les koulaks, ou paysans à revenus élevés (1926).

Koulak (en russe : кулак, « poing », c'est-à-dire « tenu fermement dans la main ») désignait, de façon péjorative, dans l'Empire russe, un fermier possédant de la terre, du bétail, des outils et faisant travailler des ouvriers agricoles salariés. Avec l'avènement du régime soviétique, le terme est devenu synonyme d'« exploiteur » et d'« ennemi du peuple » et son sens a été élargi à tout paysan possédant une vache ou des volailles.

## Histoire

### Avant la révolution russe
L'abolition du servage en Russie en 1861 a permis la vente et l'achat des propriétés foncières et des terres agricoles. Dans la Russie du XIXe et du début du XXe siècle, les paysans ayant pu acquérir des terres (souvent à tempérament ou à crédit) atteignirent un certain niveau d'aisance (possédant du gros bétail et des terrains suffisamment grands pour produire des excédents agricoles qui étaient ensuite vendus) tandis que d'autres paysans, appauvris par les guerres, les sécheresses ou autres aléas climatiques, sont restés ouvriers agricoles et exposés aux disettes ou famines. L'un des objectifs avérés du Premier ministre Piotr Stolypine (1862-1911) en vue de stabiliser le monde paysan était la création d'une importante classe de koulaks. Son assassinat en septembre 1911 mit fin à cette politique.

### En Union soviétique
Après la révolution russe de 1917, les koulaks deviennent des boucs émissaires de tous les problèmes de la paysannerie et le sens du mot est fortement élargi : les bolcheviks au pouvoir qualifient de « koulak » tout paysan possédant même seulement une vache, de la volaille et des outils ou tout paysan réfractaire à la collectivisation,, même s'il n'a rien. Grigori Zinoviev déclarait en 1924 : « On aime parfois chez nous qualifier de koulak tout paysan qui a de quoi manger ».

#### Dékoulakisation

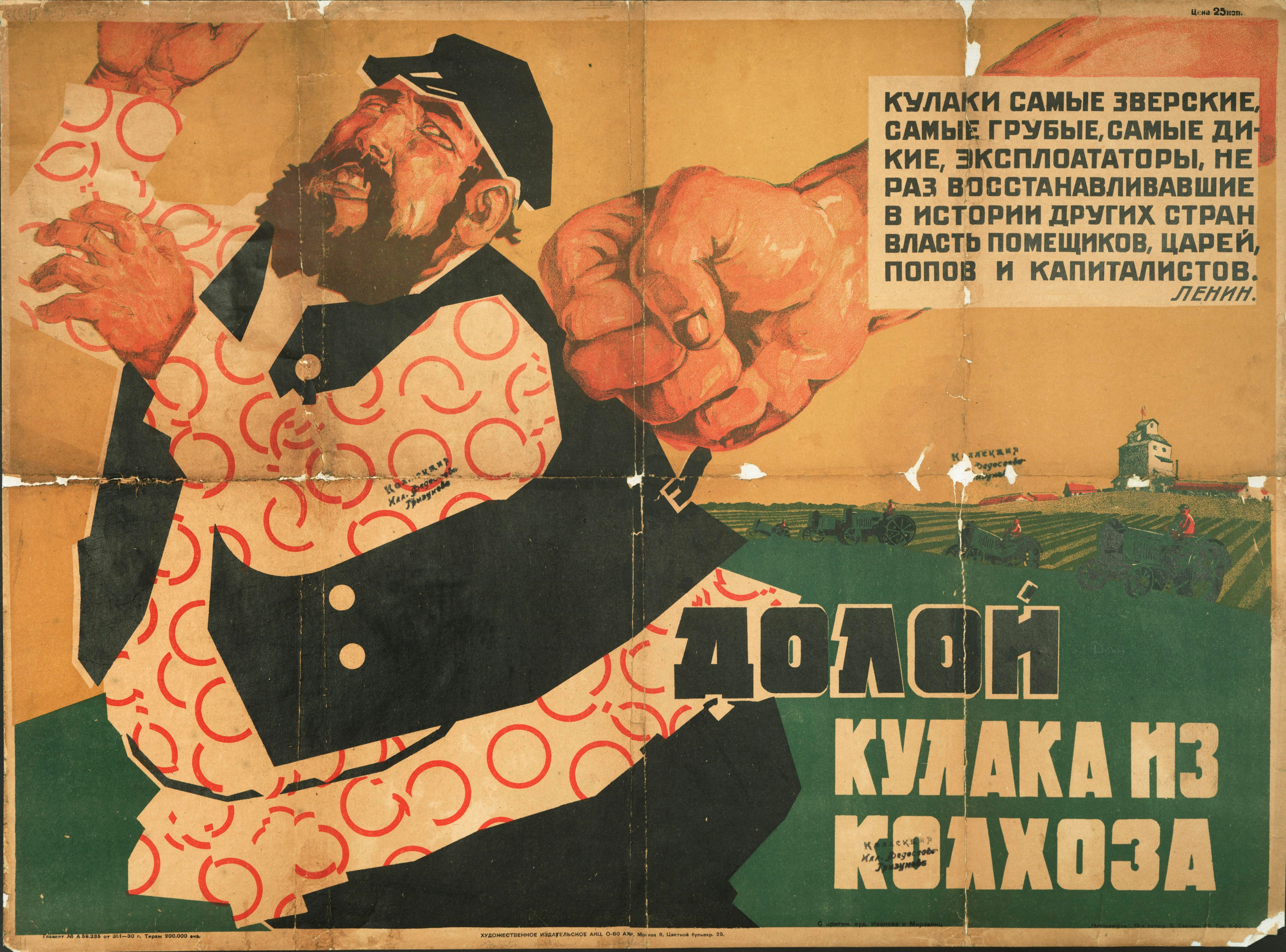
Affiche de propagande soviétique (1930)

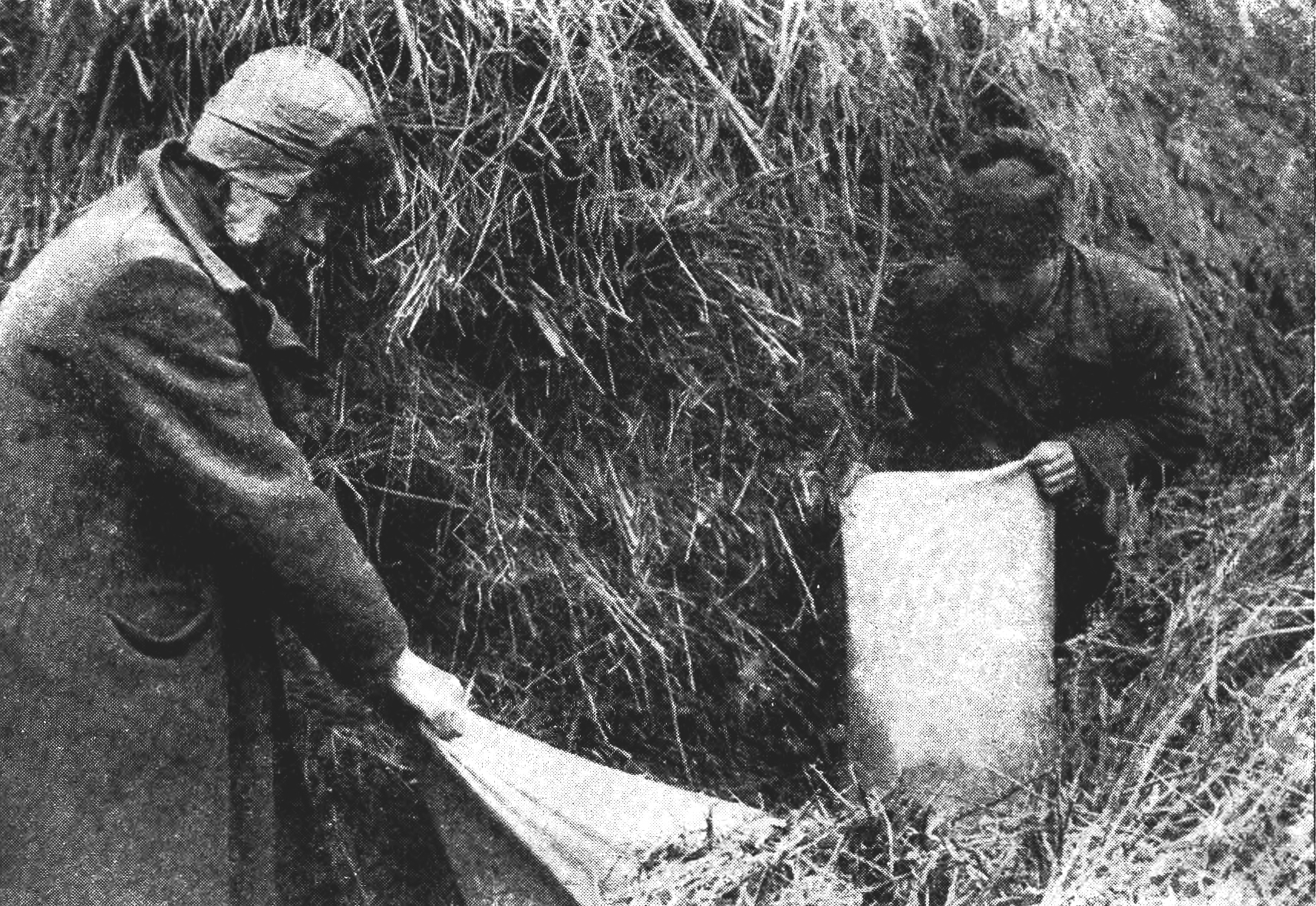
La réquisition du blé des koulaks pendant la collectivisation forcée (district de Timashyovsky, territoire du Kouban, 1933)

Pendant la collectivisation prévue dans le premier plan quinquennal (1928-1932), une campagne de dékoulakisation (en russe : раскулачивание), expropriation de la propriété privée des koulaks au profit des kolkhozes, a mené aux déportations, incarcérations, voire à la mort, 5 millions de paysans (notamment par extermination par la faim), particulièrement en Ukraine et dans le Kouban.
La loi du 7 juillet 1932, surnommée la « loi des cinq épis », prévoyait la peine de mort ou le Goulag pour « toute escroquerie au préjudice d'un kolkhoze ». En relation, pendant la période 1930-1932, 2 millions de paysans (soit 380 000 foyers) ont été déportés[pas clair] dans des villages d'exilés, 100 000 dans les camps du Goulag. On évalue ainsi à 10 % par an la mortalité chez ces « déplacés spéciaux ».
En 1935, le régime déclare officiellement que les koulaks ont cessé d'exister.
Néanmoins, l'anéantissement se poursuivit : notamment, « l'opération koulak », définie par l'ordre opérationnel no 00447 du 30 juillet 1937, fit également un grand nombre de victimes. Elle visait les « éléments socialement nuisibles » et « appartenant au passé », autrement dit les ex-koulaks enfuis cherchant du travail (les sources policières relevaient 600 000 ex-koulaks assignés à résidence). Pour cette opération, des quotas par régions et des catégories (la première catégorie désignant ceux voués à une exécution sommaire, la seconde ceux destinés à une peine de dix ans de camp) furent établis par Staline et diffusés auprès des dirigeants du Parti. Mais les quotas furent largement dépassés par les responsables locaux voulant afficher leur zèle, et les suppléments demandés furent souvent ratifiés par le Politburo. Dans ces conditions, devant l'engorgement des prisons et des camps, la catégorie no 1 « bénéficia » d'un supplément de quota, et au lieu des 4 mois prévus, l'opération ne put se réaliser qu'en 15. Les quotas initiaux furent ainsi largement dépassés : 387 000 personnes furent fusillées et non pas 75 950, et l'on dénombra 380 000 déportés au lieu des 193 500 prévus initialement.
Selon les chiffres du NKVD qui sont en cohérence avec ce qui vient d'être énoncé (mais inférieurs pour la catégorie no 2 des déportés), entre juillet 1937 et novembre 1938, des opérations de la nature de celles citées enregistrèrent l'arrestation de 335 513 personnes, dont 75 % destinées à la catégorie no 1.

### De nos jours
Ce mot est encore utilisé par allusion, pour désigner les petits propriétaires, en tant que style de vie, électorat, cible marketing, etc.[réf. nécessaire].

## Dans la littérature
- Boris Mojaev, Les Koulaks, (traduit du russe par Anne de Peretti), Alinea, Messidor, Paris, 1991  (ISBN 2-7401-0013-2)

## Dans la bande dessinée
- Les Cahiers Ukrainiens - Mémoires du temps de l'URSS - Un récit-témoignage d'Igort - 2010 - Édition Futuropolis -  (ISBN 9782754802666)
- "Les Cahiers Russes - La guerre oubliée du Caucase" - Un récit-témoignage d'Igort - 2012 - Édition Futuropolis -  (ISBN 9782754807579)